# Henryk Zabłocki
Henryk Konstanty Zabłocki (ur. 1887 r. w Dobrzejewicach, zm. 1974 r. w Podkowie Leśnej) – polski inżynier, specjalista w zakresie metalurgii, były dyrektor fabryki Norblin.

## Biografia
Zabłocki urodził się w 1887 roku w miejscowości Dobrzejewice, koło Torunia, jako syn nauczyciela. Ukończył Warszawską Szkołę Techniczną Władysława Piotrowskiego (późniejsza Wyższa Szkoła Inżynierska im. H. Wawelberga i S. Rotwanda) oraz Wyższe Kursa Techniczne przy Wolnej Wszechnicy w Warszawie. Od roku 1910 był związany z zakładami „Norblin, Bracia Buch i T. Werner”, w której zaczynał jako praktykant, kolejno awansując do prokurenta technicznego fabryki a następnie jej dyrektora naczelnego. Jako prokurent odpowiadał w fabryce Norblin m.in. za politykę kadrową, całokształt spraw technicznych oraz zaopatrzenie materiałowe, a także za kontakty z władzami państwowymi w związku z produkcją na rzecz Wojska Polskiego. Był też rzeczoznawcą Izby Przemysłowo-Handlowej w dziedzinie metalurgii, jeszcze w okresie przedwojennym utrzymywał kontakty z czołowymi przemysłowcami i inżynierami powiązanymi z branżą metalurgiczną. Henryk początkowo mieszkał wraz z rodziną przy ul. Chałubińskiego w Warszawie, w 1929 roku zbudował w Podkowie Leśnej dom letniskowy znany szerzej pod nazwą Willa „Krywojta”, do której przeprowadził się w 1930 roku. W 1934 r. już jako prokurent Norblina zamieszkał w mieszkaniu służbowym przy ul. Czerniakowskiej, skąd w 1944 r. przed powstaniem ponownie powrócił do Podkowy wraz z rodziną.
W czasie okupacji nie podjął pracy w zarządzanej przez Niemców fabryce, a po wojnie zgłosił się do odbudowy zrujnowanej już fabryki, będąc dyrektorem zakładu organizował odtwarzanie działalności produkcyjnej. 
W lipcu 1949 został nagle aresztowany przez władze komunistyczne. Przez prawie rok był poddawany intensywnemu śledztwu, które objęło także członków rodziny. Został skazany przez sąd wojskowy w pokazowym procesie „wrogów ustroju” na 15 lat więzienia za rzekomy sabotaż, który miał polegać na powodowaniu szkód w produkcji, oraz za domniemane wypowiedzi antypaństwowe. Razem z nim skazano innych członków kierownictwa fabryki. Karę, związaną z konfiskatą całego mienia, odbywał w Zakładzie Karnym w Rawiczu (gdzie siedział w jednej celi z lotnikiem Stanisławem Skalskim) oraz w Potulicach. Łącznie przesiedział prawie siedem lat, wyszedł na wolność dopiero w roku 1956. Prześladowania i pobyt w więzieniu znacząco wpłynęły na pogorszenie się jego stanu zdrowia. W roku 1958 na skutek wniesionej rewizji wyrokiem Sądu Najwyższego został uwolniony od winy i zrehabilitowany. Po wyjściu z więzienia do emerytury pracował pewien czas w fabryce jako doradca techniczny. Przez całe dorosłe życie był zaangażowany w pracę i badania związane z metalurgią.

### Życie prywatne
W 1912 roku ożenił się ze Stanisławą z domu Wernik, miał z nią troje dzieci; Tadeusza, Wojciecha oraz córkę Krystynę. Do śmierci w 1974 roku mieszkał w Podkowie Leśnej w należącej do niego Willi „Krywojta”. Pochowany jest wraz z żoną na miejscowym cmentarzu. Wojna znacząco dotknęła rodzinę Henryka Zabłockiego: syn Wojciech, należący do AK powstaniec został ciężko ranny w walkach na Czerniakowie, córka Krystyna straciła męża w Powstaniu Warszawskim, a Tadeusz spędził wojnę w oflagu.